# Joachim Śliwa
Joachim Śliwa (ur. 1940) – polski archeolog, prof. dr. hab. Uniwersytetu Jagiellońskiego; zajmuje się zagadnieniami sztuki i archeologii Egiptu i Bliskiego Wschodu. Od roku 1998 kieruje Zakładem Archeologii Egiptu i Bliskiego Wschodu UJ.
Przewodniczący Rady Naukowej Zakładu Archeologii Śródziemnomorskiej PAN w Warszawie.
W 1975 obronił rozprawę habilitacyjną. W 1995 roku otrzymał tytuł profesora zwyczajnego
Profesor Śliwa jest członkiem wielu towarzystw i instytucji naukowych w kraju i za granicą.
Uczestniczył w misjach archeologicznych w Deir el-Bahari, Palmyrze, el-Tarif oraz Kasr el-Saga.
Nagrodzony przez Ministra Edukacji Narodowej.

## Publikacje
- Egyptian Scarabs and Magical Gems from the Collection of Constantine Schmidt-Ciążyński, Warszawa-Kraków 1989
- Skarabeusze egipskie, Kraków 1995 (II wyd. Wrocław 2003)
- Sztuka i archeologia starożytnego Wschodu, Warszawa-Kraków 1997
- Egyptian Scarabs and Seal Amulets from the Collection of Sigmund Freud, Warszawa-Kraków 1999
- Egipt, Grecja, Italia... Zabytki starożytne z kolekcji Instytutu Archeologii UJ (red.), Kraków 2007
- Badacze, kolekcjonerzy, podróżnicy. Studia z dziejów zainteresowań starożytniczych, Kraków 2012